# UBE2C
La enzima conjugadora de ubicuitina E2 C es una proteína que en humanos está codificada por el gen UBE2C .
La modificación de proteínas con ubicuitina es un mecanismo celular importante para atacar proteínas anormales o de vida corta para su degradación. La ubicuitinación involucra al menos tres clases de enzimas: enzimas activadoras de ubicuitina, o E1, enzimas conjugadoras de ubicuitina, o E2, y ubicuitina-proteína ligasas, o E3. Este gen codifica un miembro de la familia de enzimas conjugadoras de ubicuitina E2. Esta enzima es necesaria para la destrucción de ciclinas mitóticas y para la progresión del ciclo celular. Se han encontrado múltiples variantes de transcripción empalmadas alternativamente para este gen, pero no se ha definido la naturaleza completa de algunas variantes.